# 浮穴郡
浮穴郡（日语：／ Ukena gun */?）為過去曾經隸屬日本伊予國（現愛媛縣）的郡，位於現在愛媛縣的中部。已於1978年被分割為上浮穴郡和下浮穴郡。

## 歷史
1878年實施郡區町村編制法後，被分割成下列兩個郡：
- 上浮穴郡：範圍包括現在的久万高原町、喜多郡內子町東半部地區、西予市和大洲市兩市西部的一小部分地區。
- 下浮穴郡：後又於1896年被分割併入伊予郡和溫泉郡後而消失。當時的範圍包含現在的松山市、東溫市、伊予市、伊予郡砥部町、喜多郡内子町。